# Бакуа, Пьер Шарль

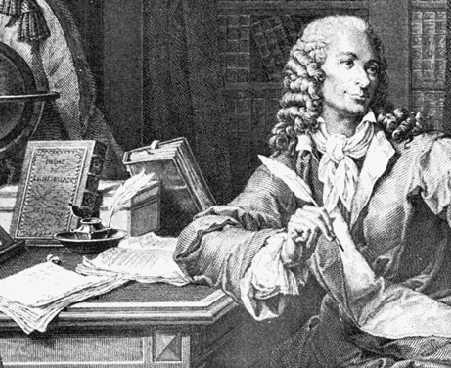
Вольтер в резиденции Фридриха II в Потсдаме, Пруссия. Частичный вид гравюры Пьера Шарля Бакуа

Пьер Шарль Бакуа (фр. Pierre Charles Baquoy; 27 июля 1759, Париж — 4 февраля 1829, там же) — французский художник и гравёр, известный изображениями знаменитых исторических персонажей. Сын художника Жана Шарля Бакуа.

## Биография
Родился 27 июля 1759 года в Париже. Учился в Коллеже де ла Марш. Был иллюстратором издания Вольтера, выпущенного в Келе, а также создал несколько гравюр для Полного собрания сочинений Жан-Жака Руссо 1788—1793 годов (Émile и Theátre et Poesies). Бакуа также был одним из художников, изображавших современное парижское общество для ранних модных журналов, таких как «Journal des Dames et des Modes» и «La Mesangère» (издававшихся с 1797 по 1839 год).

### Семья
2 августа 1792 года у него родилась дочь Луиза Себастьен Анриетт Бакуа (фр. Louise Sébastienne Henriette Baquoy). Позже она тоже стала гравёром. Её работы хранятся в Художественном музее Филадельфии.